# Dog's Life
Dog's Life est un jeu vidéo d'action-aventure développé par Frontier Developments et édité par Sony Computer Entertainment, sorti en 2003 sur PlayStation 2.

## Système de jeu
Le joueur incarne Jake, un foxhound américain, en vue à la troisième personne. Il progresse dans l'aventure en gagnant des challenges et en résolvant des énigmes. Pour ces dernières, le joueur peut basculer en mode « Smellovision », une vue à la première personne dans laquelle il peut visualiser les odeurs.
Le joueur progresse dans différents environnements : Sa ville natale (Clark's ville), Lake Mini Wawa (une station de ski), et Boom City (la dernière ville déblocable).
Le joueur peut interagir avec différents personnages et chiens dans l'environnement. Il peut prendre le contrôle de chiens après avoir gagné des défis avec ces derniers.

## Accueil
- Edge : 5/10[1]
- Eurogamer : 6/10[2]
- Famitsu : 28/40[3]
- Game Informer : 7/10[4]
- Gamekult : 7/10[5]
- GameSpot : 7/10[6]
- GameZone : 9/10[7]
- IGN : 7/10[8]
- Jeuxvideo.com : 14/20[9]